# Telstar (Lied)
Telstar ist der Titel eines nach dem gleichnamigen Fernsehsatelliten benannten Instrumentalhits, der sich im Jahr 1962 in der Fassung der Tornados zum weltweit meistverkauften Instrumentaltitel aller Zeiten entwickelte.

## Entstehungsgeschichte
Robert George „Joe“ Meek war als Techniker und Produzent seit 1953 in mehreren unabhängigen Londoner Tonstudios angestellt, bevor er 1960 mit den verdienten Tantiemen seiner im August 1958 erschienenen Komposition Put a Ring on My Finger in der Fassung von Les Paul & Mary Ford die Einrichtung eines eigenen Tonstudios finanzierte. Eine Coverversion hiervon übernahm der britische Rock-&-Roll-Interpret Tommy Steele als B-Seite der im November 1958 veröffentlichten Single Come On Let’s Go.
Das in gemieteten Räumen errichtete Tonstudio wurde am 12. September 1960 unter dem Namen R.G.M. Sounds Ltd. eingetragen. Obwohl es nicht dem neuesten Stand der Tontechnik entsprach, konnte Meek dies mit seinem technischen Sachverstand und seiner Kreativität wettmachen. Er entwickelte insbesondere ein Gerät zur stärkeren Kompression von Sounds, in das er seinen Namen eingravieren ließ, oder ein aus einem Heizlüfter entwickeltes Echogerät.
Am 10. Juli 1962 wurde der erste TV-Satellit der US-Firma AT&T unter dem Namen „Telstar“ gestartet. Auch Meek sah die Nachrichten hierüber, die ihn noch am selben Abend zur Komposition eines Instrumentalstücks inspirierten. Meek bat die inmitten einer Tournee befindlichen Tornados für Sonntagmorgen, den 15. Juli 1962, in seine RGM-Tonstudios, um mit ihnen den Song zu proben und aufzunehmen. Zunächst entstanden die Arrangements, dann wurden im zwölfstündigen Marathon die Rhythmusspuren für A- und B-Seite eingepegelt. Am folgenden Montag wurden innerhalb von vier Stunden die Gitarrenbreaks aufgenommen, sodass die Gruppe nach 14 Uhr zu ihrem Nachmittagskonzert in Great Yarmouth reisen konnte. Von den Tornados wirkten bei der Aufnahme Alan Caddy (Leadgitarre), George Bellamy (Rhythmusgitarre), Heinz Burt (Bassgitarre), Roger LaVern (zweites Keyboard, eine Lowrey-Orgel) und Clem Cattini (Schlagzeug) mit. Meek war mit dem Ergebnis noch nicht zufrieden und ließ nachträglich Geoff Goddard die Hauptmelodie auf einer batteriegetriebenen, monophonen Clavioline spielen (gleichzeitig konnte nur eine Taste bedient werden, akkordisches Spiel war nicht möglich). Goddard war an der Universität als Pianist ausgebildet und fungierte für Meek als Komponist vieler Popsongs.
In der Nachbearbeitung entschied sich Meek für dreifaches Overdubbing des in drei Oktavlagen gespielten Songs. Als Nächstes imitierte Meek ein Raketen-Startgeräusch, das mit Hilfe einer selbst-oszillierenden Tonbandverzögerung entstand. Die vielen Overdubbings erniedrigen insbesondere die mittleren und niederen Frequenzen zu einer akustischen Unschärfe. Ein beschleunigter Pianopart führt zu harfenähnlichen Arpeggios. Selbst der Klang der Leadgitarre ist mit Echo unterlegt, wobei die Echoeffekte durch die Heizwendeln eines umgebauten Heizlüftgerätes erzeugt wurden. Der klassische Joe-Meek-Sound wird hier vollends zur Geltung gebracht: Die Soundeffekte Limiting (frühe Drosselung eines Tonsignals) und Kompression (reduziert den Dynamikbereich und führt deshalb dazu, dass sich bestimmte Klänge satter anhören) werden hier exzessiv eingesetzt, wie es in der Plattenbranche bislang noch nicht üblich gewesen war.

## Veröffentlichung

Tornados – Telstar

Meek bot das Masterband der britischen Decca Records an, die zunächst entsetzt war von dem übermäßigen Niveau an Limiting und Kompression. Telstar / Jungle Fever (komponiert von Goddard) (Decca F11494) wurde schließlich am 17. August 1962 veröffentlicht und nutzte damit noch die Aktualität zum Satelliten-Vorbild.
Die mit orbitalen Sounds versehene Instrumentalaufnahme kam am 30. August 1962 in die britische Hitparade, wo sie am 4. Oktober den ersten Platz erreichte und dort für fünf Wochen verblieb. Bereits nach drei Wochen waren 250.000 Stück verkauft, bis Oktober gingen alleine in Großbritannien vier Millionen Exemplare über die Ladentheke. In den USA war das Timing nicht so perfekt, denn der Titel gelangte erst am 3. November 1962 in die Pop-Hitparade, wo er für drei Wochen die Spitzenposition einnahm. Mit fast sieben Millionen weltweit verkauften Exemplaren war es der umsatzstärkste britische Hit bis zum Jahr 1964 und der umsatzstärkste Instrumentaltitel. Die Single war die erste britische Single einer Gruppe, die die Spitzenposition der US-Hitparade erreichte und wurde mit dem Ivor-Novello-Preis als „meistverkaufte A-Seite des Jahres 1962“ ausgezeichnet. Meek hatte mit Decca Tantiemen von fünf Prozent ausgehandelt und erhielt 29.000 Pfund, was auf einen Plattenumsatz von 580.000 Pfund schließen lässt.

## Plagiatsprozess
Ein Plagiatsprozess kostete Meeks ganze Kraft und sein gerade verdientes Vermögen. Kläger war im März 1963 der Franzose Jean Ledrut, der im Jahr 1960 den Soundtrack zum französischen Film La Marche d’Austerlitz verfasst hatte (Pathé 45 EA 374; Mai 1960). Das Historiendrama kam am 17. Juni 1960 in die französischen Kinos und wurde erst 1965 in Großbritannien gezeigt (in Deutschland: Austerlitz – Glanz einer Kaiserkrone). Ledrut verklagte Meek vor einem Pariser Gericht und behauptete, Meek habe auf schamlose Weise Passagen seiner Filmmusik übernommen; gewisse Ähnlichkeiten waren durchaus vorhanden. Ledrut setzte mit einer einstweiligen Verfügung zunächst durch, dass alle Tantiemen aus Telstar vorerst eingefroren wurden. Joe Meek erlebte das Prozessende nicht mehr, denn er nahm sich am 3. Februar 1967 das Leben. Im Jahr 1968 sprach das Gericht dem Franzosen 8500 Pfund zu (heute etwa 250 000 Euro), wies die Klage aber ansonsten wegen nur vier identischer Takte ab („ähnlich aber nicht identisch“) und hob die Sperre der Tantiemen zugunsten von Meeks Erben wieder auf. Im Urteil wird Meek postum gelobt, denn es hob hervor, dass nicht alleine die Melodie maßgeblich sei, sondern der Sound und die gesamte produktionstechnische Aufbereitung des Stücks als Gesamtleistung gesehen werden müsse. Damit wurde erstmals die innovative Arbeit eines Musikproduzenten als eigenständige kreative Leistung juristisch gewürdigt.

## Coverversionen
Camillo Felgen brachte 1963 eine deutsche Version unter dem Titel Telstar (Irgendwann erwacht ein neuer Tag) mit deutschem Text von Carl-Ulrich Blecher heraus. Für Joe Meek sind bei der ASCAP insgesamt 34 Titel urheberrechtlich registriert. Insgesamt gibt es mindestens 26 Coverversionen. Im Jahr 2003 erschien bei Magic Records in Frankreich ein Sampler namens "Telstarmania", vertrieben von MAM Productions, mit 22 verschiedenen Versionen von Telstar, unter der Nummer "MAM 106", 3930350, EAN 3700139303504.